# Gesamtschule Langerwehe
Die Gesamtschule Langerwehe eine Gesamtschule in Langerwehe im Kreis Düren. Sie hat derzeit (2025) 1190 Schülerinnen und Schüler und befindet sich in der Trägerschaft der Gemeinde Langerwehe.

## Geschichte
Die Gesamtschule Langerwehe ist 1987 aus der Hauptschule Langerwehe hervorgegangen. 2019 folgte der Spatenstich für die neue Aula.

## Auszeichnungen
- Die Schule ist seit 2014 akkreditierte Erasmus+ Schule und war seit 1995 am Comenius-Programm beteiligt.[4][5]
- Im Jahr 2010 wurde die Schule als Europaschule zertifiziert.[6]
- Seit 2016 ist die Gesamtschule ausgezeichnet als MINT-freundliche Schule[7]
- Die Schule wurde am 13. September 2024 als Schule der Zukunft in Stufe 2 ausgezeichnet.[8]

## Bekannte Lehrer
- Klaus Dauven (* 1966), Künstler und Kunstpädagoge

## Bekannte Schüler
- Stephan Thiemonds (* 1971), Reiseschriftsteller